# RSA Battle House Tower
La RSA Battle House Tower è un grattacielo situato a Mobile, in Alabama ed è l'edificio più alto dello stato omonimo.
L'edificio, che è di proprietà del Retirement Systems of Alabama (RSA), è il più alto della costa del Golfo degli Stati Uniti, al di fuori di Houston. La struttura prende il nome dal vicino Battle House Hotel, che ora fa parte del complesso della torre. Lo stesso hotel è stato restaurato e rinnovato come parte del progetto della torre.

## Storia
L'edificio è iniziato con lastre di fondazione in cemento che venivano versate durante il fine settimana del 7 novembre 2003.  La guglia, installato da un elicottero Sikorsky S-61 sabato 16 settembre 2006 ha portato l'edificio alla sua altezza finale di 227 metri. Durante la costruzione, cinque uragani hanno colpito Mobile, causando ritardi nella costruzione di questo edificio: l'uragano Frances e l'uragano Ivan nel 2004, così come l'uragano Cindy, l'uragano Dennis e l'uragano Katrina nel 2005.

## Caratteristiche
La torre è composta da 25 piani di uffici, 3 piani della hall, 4 piani dell'hotel e 1 piano di servizio, collegati da 30 ascensori. La corona della guglia illuminata è visibile da 30 miglia (48 km) lungo la Mobile Bay in una notte limpida.

## Costruzione
La costruzione è iniziata con il getto di calcestruzzo della lastra di fondazione durante il fine settimana del 7 novembre 2003.[2] La lastra di fondazione ha uno spessore di oltre 7 piedi (2,1 m), con poco più di 5 piedi (1,5 m) che poggia sotto la falda freatica naturale del centro di Mobile.[2] La guglia, installata da un elicottero Sikorsky S-61 sabato 16 settembre 2006, ha portato l'edificio alla sua altezza finale di 745 piedi (227 m).[3] Durante la costruzione, cinque uragani hanno colpito Mobile, causando ritardi nella costruzione di questo edificio: l'uragano Frances e l'uragano Ivan nel 2004, nonché l'uragano Cindy, l'uragano Dennis e l'uragano Katrina nel 2005.[2]

## Strutture
La torre è composta da 25 piani per uffici, 3 piani lobby, 4 piani per hotel e 1 piano di servizio, insieme a 30 ascensori e 534.268 piedi quadrati (49.635 m2) di superficie senza colonne[1] e un'area totale dell'edificio di 189.644 mq. ft[4] La corona illuminata è visibile da 30 miglia (48 km) di distanza lungo Mobile Bay in una notte limpida.[2]
1. ↑  "Helicopter to place crowning point on Alabama's tallest skyscraper." The Press-Register, Mobile, AL. September 15, 2006
2. ↑   RSA Battle House Tower [collegamento interrotto], su CrediFi. URL consultato il 19 September 2016.